# Лейни, Бетнайджа
Бетнайджа Лейни (англ. Betnijah Laney; род. 29 октября 1993 года в Клейтоне, штат Делавэр, США) — американская профессиональная баскетболистка, выступающая в женской национальной баскетбольной ассоциации за клуб «Нью-Йорк Либерти». Она была выбрана на драфте ВНБА 2015 года во втором раунде под общим семнадцатым номером командой «Чикаго Скай». Играет на позиции лёгкого форварда и атакующего защитника.

## Ранние годы
Бетнайджа Лейни родилась 29 октября 1993 года в небольшом городке Клейтон (штат Делавэр), дочь Иоланды Лейни, у неё есть брат, Шакарис, училась она в соседнем городе Смирна в одноимённой средней школе, в которой выступала за местную баскетбольную команду.